# Maelström (film)
 (mars 2017).
Si vous disposez d'ouvrages ou d'articles de référence ou si vous connaissez des sites web de qualité traitant du thème abordé ici, merci de compléter l'article en donnant les références utiles à sa vérifiabilité et en les liant à la section « Notes et références ».
Pour les articles homonymes, voir Maelstrom (homonymie).
Pour plus de détails, voir Fiche technique et Distribution.
Maelström est un film québécois de Denis Villeneuve sorti en 2000. Il s'agit du deuxième long-métrage du réalisateur.
Le film remporte le Prix du public et de la meilleure contribution artistique au Festival international des films du monde de Montréal (2000)

## Synopsis
C’est un poisson qui raconte cette histoire, un poisson issu du magma aquatique du début de la formation de l’univers. Par un soir d’été pluvieux, une jeune femme, Bibiane Champagne, percute un homme avec sa voiture. Le blessé, un immigré norvégien, réussit à rentrer chez lui pour y mourir doucement. La vie de Bibiane plonge alors dans un chaos inimaginable. Au moment où elle risque sa vie pour effacer toutes traces de son geste, elle se voit donner une nouvelle chance, comme une deuxième naissance issue des eaux du fleuve. Ce dialogue entre la vie et la mort, entre la terre et l’eau, va trouver son aboutissement lorsque la jeune femme rencontre celui qui va changer son destin.

## Fiche technique
- Titre : Maelström
- Réalisation : Denis Villeneuve
- Scénario : Denis Villeneuve
- Photographie : André Turpin
- Musique : Pierre Desrochers
- Montage : Richard Comeau
- Distribution des rôles : Lucie Robitaille
- Décors : Renée Gosselin
- Direction artistique : Sylvain Gingras
- Costumes : Denis Sperdouklis
- Production : Roger Frappier et Luc Vandal pour Max Films Productions
- Budget: 3 400 000 $
- Genre : drame
- Format : couleurs - 1,85:1 - 35 mm
- Date de sortie : 
  - Québec : 29 août 2000 (Première au Festival du film de Montréal)
  - Canada : 15 septembre 2000
  - France : 4 juillet 2001

## Distribution
- Marie-Josée Croze : Bibiane Champagne
- Jean-Nicolas Verreault : Evian
- Stéphanie Morgenstern : Claire Gunderson
- Pierre Lebeau : La voix du poisson

## Distinctions

### Récompenses
- Berlinale 2001 : Prix FIPRESCI
- Prix SACD 2001 : meilleur scénario pour Denis Villeneuve
- Prix Génie 2001 : 
  - Meilleur film pour Roger Frappier et Luc Vandal
  - Meilleur réalisateur pour Denis Villeneuve
  - Meilleur scénario pour Denis Villeneuve
  - Meilleure actrice pour Marie-Josée Croze
  - Meilleure photographie pour André Turpin
- 24e Festival des films du monde de Montréal :
  - Meilleur long métrage canadien pour Denis Villeneuve, Roger Frappier et Luc Vandal
  - Meilleure contribution artistique pour la photo pour André Turpin
- Prix Jutra 2001 :
  - Meilleur film
  - Meilleure actrice pour Marie-Josée Croze
  - Meilleure réalisation pour Denis Villeneuve
  - Meilleure direction artistique pour Sylvain Gingras, Denis Sperdouklis
  - Meilleure direction de la photographie pour André Turpin
  - Meilleur scénario pour Denis Villeneuve
  - Meilleur son pour Gilles Corbeil, Mathieu Beaudin, Louis Gignac, Jérôme Décarie, Jo Caron, Daniel Bisson, Carole Gagnon
  - Meilleur montage pour Richard Comeau

### Nominations et sélections
- Festival de Sundance, 2001
- Festival de Toronto, 2001
- Il fut retenu lors de la sélection canadienne officielle pour la course aux Oscars 2001 dans la catégorie meilleur film en langue étrangère[1].